# Luigi Greco (ingegnere)
Luigi Greco (Napoli, 14 maggio 1887 – Roma, 16 ottobre 1964) è stato un ingegnere italiano.

## Biografia
Nato a Napoli, Luigi Greco entrò a far parte del corpo del genio civile nel 1911, iniziando la sua carriera presso l'ufficio del genio civile di Benevento. Dal 1912 al 1919 prestò la sua opera al genio civile per le opere marittime di Napoli, salvo un breve periodo trascorso nel 1913 al genio civile di Trapani, per poi essere trasferito al genio civile di Messina, dove rimase sino al 1919.
Nel 1925 fu nominato ingegnere capo e incaricato della direzione dell'ufficio speciale del genio civile per il porto di Napoli. Nel 1933 fu destinato, con funzioni ispettive, all'Alto commissariato di Napoli dove rimase fino al 1936, epoca in cui fu assegnato al Magistrato alle acque di Venezia che lasciò nel 1938, a seguito della sua destinazione al Consiglio superiore dei lavori pubblici.
Nel 1941 fu promosso ispettore generale, nel 1946 presidente della terza sezione del consiglio medesimo e infine, nel 1950, presidente generale dello stesso Consiglio superiore, in qualità del quale approvò il progetto della diga del Vajont e poi divenne membro della commissione di collaudo, voluta dal ministro dei lavori pubblici Giuseppe Togni, nonostante il palese conflitto di attribuzioni. Conservò questa carica fino al suo collocamento a riposo, avvenuto nel 1958, e fu sostituito dall'ingegnere Giovanni Padoan. Successivamente a tale data, svolse ancora importanti incarichi di alto interesse per il paese, quali la progettazione del porto industriale di Ravenna e la realizzazione del porto-isola di Gela.
Le sue eccezionali doti di pensiero e di dottrina e la sua grandissima levatura tecnico-scientifica, sono documentate dal notevole numero di pregevoli pubblicazioni che ha lasciato, tutte di grande interesse specie nel campo delle costruzioni marittime, al quale prevalentemente ebbe a dedicarsi e nel quale era, peraltro, altamente qualificato, avendo tenuto per molti anni la cattedra di costruzioni marittime, prima presso l'università di Napoli e poi, dal 1943 al 1958, presso la scuola di ingegneria dell'università di Roma.
Morì di morte naturale a Roma il 16 ottobre 1964, all'età di 77 anni, nel corso dell'istruttoria sul Vajont, comportando il non luogo a procedere nei suoi confronti.

## Onorificenze
- Grande ufficiale ordine al merito della Repubblica italiana, su proposta della presidenza del Consiglio dei ministri, il 30 dicembre 1952[3];
- Cavaliere di gran croce ordine al merito della Repubblica italiana il 2 giugno 1954.[4]

## Nei media

### Cinema
- Nel film Vajont del 2001, diretto dal regista Renzo Martinelli, è stato impersonato da Maurizio Norcel.[5]